# Rocco Salini
Rocco Salini (Cellino Attanasio, 24 febbraio 1931 – Chieti, 2 dicembre 2016) è stato un politico italiano.

## Biografia
Militante della Democrazia Cristiana, è stato consigliere comunale e provinciale di Teramo, oltreché presidente della provincia e consigliere regionale dell'Abruzzo. Dopo esserne stato per vario tempo assessore regionale, dal 1990 al 1992 fu anche presidente della regione Abruzzo, ma fu costretto a dimettersi dopo essere stato condannato ad un anno e 4 mesi di reclusione per falso ideologico (unico condannato della giunta).  
Alle elezioni politiche del 2001 viene candidato al Senato della Repubblica, venendo eletto senatore nel collegio elettorale di Teramo. Nella XIV legislatura della Repubblica è stato presidente della commissione del Senato sull'uranio impoverito.
Nel 2005, in vista delle elezioni regionali in Abruzzo, fonda la lista elettorale "Terzo Polo" che si presenta da sola, ma quando lo seppe, Silvio Berlusconi lo nominò sottosegretario alla Sanità nel suo governo e subito dopo Salini fece confluire il suo movimento nella Casa della libertà.
Poco dopo la formazione del terzo governo Berlusconi, egli passò all'UDEUR. In occasione delle elezioni politiche del 2008 abbandonò l'UDEUR e aderì alla Democrazia Cristiana di Giuseppe Pizza.
Da tempo malato, è morto a Chieti nel dicembre 2016.